# Акбельський сільський округ
Акбе́льський сільський округ (каз. Ақбел ауылдық округі, рос. Акбелский сельский округ) — адміністративна одиниця у складі Бухар-Жирауського району Карагандинської області Казахстану. Адміністративний центр — село Акбел.
Населення — 635 осіб (2021; 880 у 2009, 1466 у 1999, 1952 у 1989).
Станом на 1989 рік існувала Пушкінська сільська рада (села Алабас, Курама, Пушкіно).

## Склад
До складу округу входять такі населені пункти:
| Населений пункт | Населення, осіб (1989) | Населення, осіб (1999) | Населення, осіб (2009) | Населення, осіб (2021) |
| --------------- | ---------------------- | ---------------------- | ---------------------- | ---------------------- |
| Акбел, село     | 1315                   | 979                    | 625                    | 458                    |
| Алабас, село    | 268                    | 171                    | 78                     | 27                     |
| Курама, село    | 369                    | 316                    | 177                    | 150                    |